# Medyczne Studium Zawodowe w Chełmie
Medyczne Studium Zawodowe im. Władysławy Szoc w Chełmie – chełmska (woj. lubelskie) publiczna szkoła doskonalenia zawodowego utworzona w 1947 roku. Organem sprawującym nadzór pedagogiczny nad szkołą jest Lubelski Kurator Oświaty. Jest ona budżetową jednostką organizacyjną Samorządu Województwa Lubelskiego.
Szkoła prowadzi zajęcia dydaktyczno-wychowawcze w systemie klasowo-lekcyjnym oraz w formie praktycznej nauki zawodu (praktyki w placówkach: ochrony zdrowia, oświatowo-wychowawczych, pomocy społecznej oraz dotyczących opieki nad rodziną i osobami niepełnosprawnymi). Kierunki kształcenia oferowane przez szkołę dotyczą specjalności medycznych określonych w klasyfikacji zawodów, a są to: terapeuta zajęciowy, technik usług kosmetycznych, dietetyk, technik fizjoterapii, technik masażysta i higienistka stomatologiczna.
Szkoła posiada ceremoniał związany z tradycjami zawodów, w których kształci.

## Budynek szkolny
Powierzchnia budynku szkolnego wynosi 19,470 m³, a powierzchnia użytkowa  3,510 m². Pomieszczenia dydaktyczne znajdują się na 312,04 m² – składa się na nie 6 sal lekcyjnych oraz 16 pracowni (anatomiczna, ratownictwa, zabiegów medycznych, kosmetyczna, 2 pracownie fizykoterapii, 2 pracownie masażu, kinezyterapii, hydromasażu, dietetyki, informatyczna, językowa, terapii zajęciowej, ceramiczna i wyrobów w drewnie oraz opiekunek dziecięcych).
Oprócz pomieszczeń, w których odbywają się zajęcia na terenie placówki znajdują się również: biblioteka, izba tradycji, pomieszczenia  administracyjno-gospodarcze, zespół urządzeń sportowych i rekreacyjnych, pomieszczenia do działalności organizacji uczniowskich i samorządu uczniowskiego, archiwum, szatnia, internat i stołówka.

### Historia powstania budynku szkolnego
Na terenie Chełma znajdują się dwa budynki, które otrzymały miano pałacu: pałac Kretzschmarów (ul. Pocztowa 50) oraz obiekt będący siedzibą Medycznego Studium Zawodowego (ul. Szpitalna 50).
Budynek znajdujący się przy ul. Szpitalnej (zlokalizowany w północno-zachodniej części miasta, na terenie tzw. Wygonu) na początku miał być pałacem gubernatora. Miał on wchodzić w skład zespołu budynków publicznych zaprojektowanych na potrzeby powstałej w 1912 guberni chełmskiej (utworzonej z części guberni siedleckiej i lubelskiej). Budowę rozpoczęto jesienią 1913 roku. Do wiosny 1914 trwały prace ziemne. 24 maja 1914 roku wmurowano kamień węgielny. Najszybciej przebiegały prace budowlane w pałacu. Zaplanowano, że będzie on miał dwa piętra i kształt litery U a otoczony miał być parkiem. Przewidywano również utworzenie w jego okolicy soboru prawosławnego.
Budowę nadzorował Aleksander Nikołajewicz Wołżyn, pierwszy chełmski gubernator (wcześniej zarządca zlikwidowanej guberni siedleckiej), który przybył do miasta 14 września 1913 roku. Zamieszkał tymczasowo przy ul. Gogola (obecnie zachodni odcinek ul. Obłońskiej).

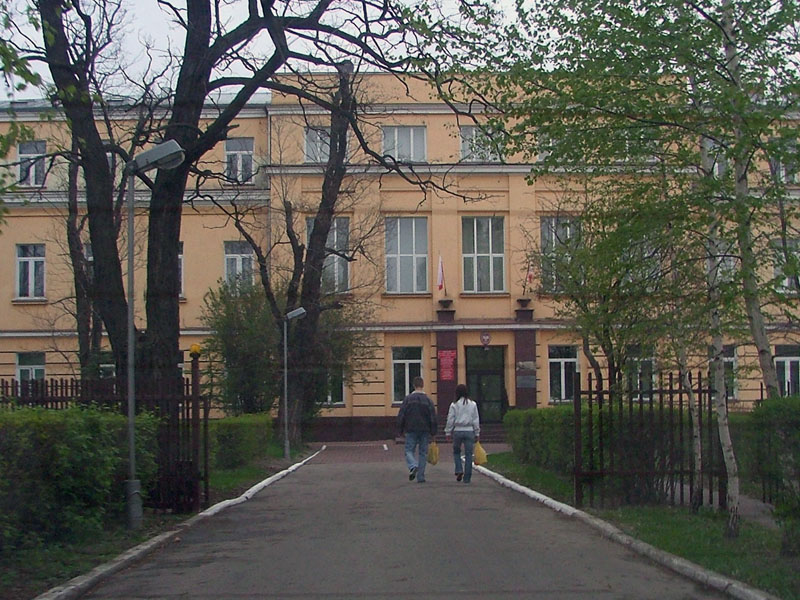
Medyczne Studium Zawodowe w Chełmie

Realizacją budowy zajmowali się głównie przedsiębiorcy Łurie i Kapłan. Prace wodociągowo-kanalizacyjne prowadziła firma T. Godlewskiego z Warszawy (od połowy 1914 r.). Pod koniec 1914 kilka budynków było już w stanie surowym. W 1915 roku miała miejsce ewakuacja władz rosyjskich i budynki pozostały niewykończone. Po zajęciu ich przez armię austriacką, w pałacu i budynku urzędu gubernialnego zorganizowano szpital wojskowy.
W 1918 budynki znalazły się pod zarządem władz miasta. Część rozebrano, a resztę zasiedlono. W 1927 podjęto decyzję o utworzeniu w pałacu Wojewódzkiego Szpitala Psychiatrycznego. W 1932 roku po wcześniejszej przebudowie i wykończeniu, szpital przyjął pierwszych chorych.
Dokonane wówczas przeróbki budowlane nadały obiektowi kształt architektoniczny, który przetrwał do dziś. Budynek posiada 4 kondygnacje, z których najniższą stanowi piwnica. Główna jego część ma kształt prostokąta. Od strony północnej posiada ryzality czyli fragmenty wysunięte ku przodowi na wysokości wszystkich pięter budynku. Dwa ryzality są również umiejscowione od strony południowej, w narożach oraz w środkowej części głównej elewacji budynku.
W pierwszej połowie XX wieku południowa część budynku była jednopiętrowa, co jest uwidocznione na zdjęciach zamieszczonych w przewodniku Kazimierza Czernickiego "Chełm. Przeszłość i pamiątki" z 1936 roku. Jego publikacja była związana z odbywającym się w Chełmie i Lublinie XVI Zjazdem Psychiatrów Polskich, a inicjatorem wydania był dr Ignacy Fuhrman, dyrektor szpitala.
Podczas II wojny światowej w szpitalu utworzono koszary niemieckie, a pacjentów wymordowali członkowie SS.

## Historia szkoły

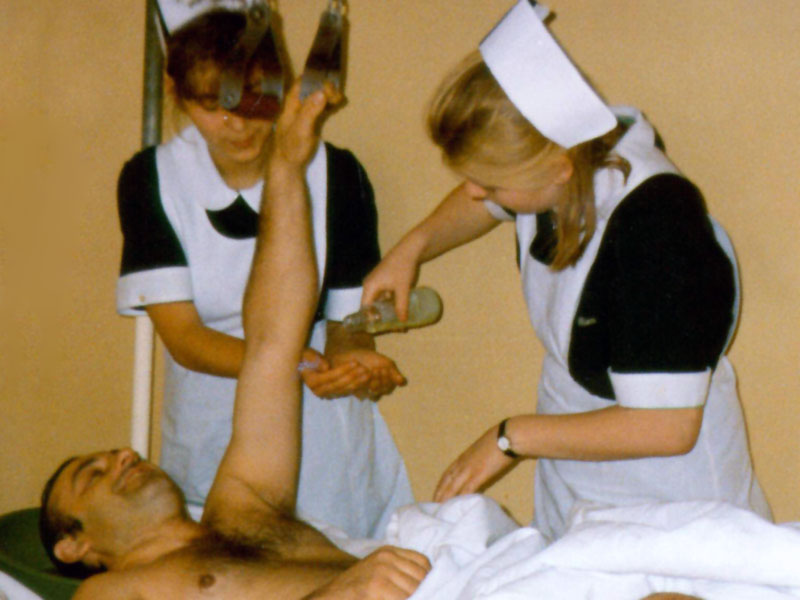
Uczennice Liceum Medycznego w Chełmie odbywające zajęcia praktyczne w szpitalu (1993 r.)

Po wojnie pałac gubernatora znalazł się pod zarządem szpitala. W 1947 ulokowano w nim Wojewódzką Szkołę Pielęgniarsko-Położniczą. Ministerstwo Zdrowia i Opieki Społecznej na dyrektorkę placówki powołało Władysławę Szoc, która do Chełma przyjechała 1 października 1947 roku. W 1948 odbył się pierwszy nabór (przyjęto 32 uczennice). Pierwsze zajęcia rozpoczęły się 6 listopada 1948 roku. 25 stycznia 1950 Władysława Szoc złożyła rezygnację z pełnienia obowiązków dyrektorki szkoły powołując się na problemy zdrowotne, jednak ją odrzucono. 1 czerwca 1959 roku w związku z decyzją Ministra Zdrowia, Szoc została przeniesiona do Bydgoszczy, gdzie pełniła funkcję wizytatora średnich szkół medycznych.
W kolejnych latach szkoła działała pod nazwą Państwowe 4-letnie Liceum Pielęgniarstwa w Chełmie. Opiekunem Koła PCK w była Anna Ginalska, która 8 grudnia 2007 otrzymała najwyższe na świecie pielęgniarskie odznaczenie: Medal Florence Nightingale.
Następnie szkoła zmieniła nazwę na Zespół Szkół Medycznych, w ramach którego funkcjonowało m.in. Liceum Medyczne. 18 września 1988 roku placówce nadano imię Władysławy Szoc. Przy głównym wejściu do budynku znajduje się tablica upamiętniająca to wydarzenie.
W 1990 przy wejściu wmurowano kolejną pamiątkową tablicę, która poświęcona jest pamięci zamordowanych przez SS pacjentów Wojewódzkiego Szpitala Psychiatrycznego.
Reorganizacja średniego szkolnictwa medycznego spowodowała likwidację Liceum Medycznego. W związku ze zmianą systemu kształcenia pielęgniarek i dostosowaniem do standardów unijnych zdecydowano, iż będzie się ono odbywało na wyższym poziomie w akademiach medycznych i wyższych szkołach zawodowych. Ostatnie dyplomowane pielęgniarki opuściły placówkę w czerwcu 1995 roku. Szkoła zmieniła również nazwę na Medyczne Studium Zawodowe.